# Émile Muller
Émile Muller (20 de abril de 1915 - Mulhouse, Haut-Rhin - 11 de noviembre de 1988) fue un político francés de la región de Alsacia. Fue el candidato del Partido Social demócrata de Francia en las elecciones presidenciales de 1974  donde obtuvo sólo el 0.69% de los votos.
Comenzó como miembro de la Sección Francesa de la Internacional Obrera (SFIO), antes de abandonar el partido como protesta contra su alianza con el Partido Comunista Francés. Entonces fundó el Partido de la Democracia Socialista (PDS), con el que se integró en el grupo político Movimiento Reformista en 1972. En diciembre de 1973 funda el Movimiento Social demócrata de Francia (MSDF). El MSDF le nombra candidato para las elecciones presidenciales de 1974 donde obtuvo sólo el 0.69% de los votos.  
En 1981 es relevado, por Joseph Klifa, como Alcalde de Mulhouse, cargo que ostentaba desde 1956. También dejó de ser diputado en 1981 donde había representado a Haut-Rhin desde 1958. 
- Datos: Q286235